# Flagge des britischen Antarktis-Territoriums
Die Flagge des Britischen Antarktis-Territoriums wurde von der damaligen Königin Elisabeth II. am 21. April 1998 offiziell autorisiert. Die Flagge weht bei Antarktisstationen des Vereinigten Königreichs und am British Antarctic Survey (BAS) headquarters in Cambridge.

## Beschreibung und Bedeutung
Die Flagge beruht auf der White Ensign und zeigt somit auf weißem Grund in der Gösch den Union Jack. Der weiße Grund symbolisiert das Eis und den Schnee, die die Antarktis bedecken. Auf dem Flugteil befindet sich das Wappen des britischen Antarktis-Territoriums. Ein weißes Schild mit drei blauen Wellen sowie einem roten Keil und einer Fackel (als Zeichen der Forschung) wird von einem Löwen und einem Königspinguin gehalten. Die Wappenzier über dem Schild zeigt das dreimastige Segelschiff Discovery, das Expeditionsschiff, mit dem Robert Falcon Scott seine erste Expedition in die Antarktis unternommen hat. Unterhalb des Wappenschilds zeigt ein Spruchband die Inschrift „RESEARCH AND DISCOVERY“ (Forschung und Entdeckung). Auf der Rückseite der Flagge wird das Wappen zwar gespiegelt dargestellt, das Spruchband zeigt die Schrift aber korrekt. Das Seitenverhältnis der Flagge beträgt 1:2.

## Geschichte
Das Wappen wurde dem Territorium erstmals am 11. März 1952 verliehen, als es noch ein abhängiges Gebiet der Falklandinseln war. 1963 wurden das Antarktisterritorium administrativ von ihnen getrennt und erhielt am 1. August 1963 zu seinem Wappen zusätzlich einen Helm. Bereits am 30. Mai 1969 wurde die Blue Ensign eingeführt. Erst 1998 folgte die White Ensign.

## Weitere Flaggen des Territoriums
Gleichzeitig mit der White Ensign wurde auch die Flagge des Kommissars angenommen, die der Tradition der Flagge britischer Gouverneure abhängiger Gebiete folgt. Im Zentrum des Union Jack führt sie das Wappen des Territoriums auf einer weißen Scheibe, umrahmt von Lorbeeren. Die Blue Ensign zeigt nur den Wappenschild. Sie ist die Dienstflagge, die unter anderem noch von Schiffen geführt wird, die im Auftrag der Territoriumsadministration fahren.

Union Jack des Kommissars
Dienstflagge